# Platysaurus intermedius
Platysaurus intermedius е вид влечуго от семейство Бодливоопашати гущери (Cordylidae). Видът не е застрашен от изчезване.

## Разпространение
Разпространен е в Ботсвана, Зимбабве, Малави, Мозамбик, Свазиленд и Южна Африка.